# La Fille du régiment
Pour les articles homonymes, voir La Fille du régiment (film).
Airs
- Ah! mes amis quel jour de fête (Tonio)
- Salut à la France (Marie)
- Il faut partir (Marie, Tonio et chœurs)
- Chacun le sait (Marie)

La Fille du régiment est un opéra-comique en deux actes de Gaetano Donizetti sur un livret de Jules-Henri Vernoy de Saint-Georges et Jean-François Bayard, créé le 11 février 1840 à l'Opéra-Comique de Paris.
L'opéra-comique est particulièrement renommé pour l'air de Tonio, ténor : « Ah ! mes amis, quel jour de fête ! », surnommé « l'Everest de l'art lyrique », puisqu'il ne comporte pas moins de neuf contre-ut, qui se succèdent à un rythme rapproché. Parmi les grands interprètes, on compte les ténors Alfredo Kraus, Luciano Pavarotti et Juan Diego Flórez.

## Historique
Après un court séjour en 1835 à l'invitation de Rossini, Donizetti s'installe à Paris, alors capitale européenne de l'art lyrique, en 1838. Il est alors le compositeur italien le plus populaire du moment : Bellini est mort, Rossini a pris sa retraite (retraite très anticipée d'ailleurs : Rossini, qui avait perdu l'appui du roi Charles X après la Révolution de 1830, décida de vivre sur les bénéfices de sa gloire) et Verdi est encore loin du succès.
À Paris, Donizetti montre une grande activité, adaptant notamment sa Lucia di Lammermoor (1835) pour la scène française en 1839 sous le titre Lucie de Lammermoor, mais c'est avec La Fille du régiment, composée sur un livret français pour l'Opéra-Comique l'année suivante, qu'il rencontre réellement l'engouement du public parisien.
« L'ouvrage de Donizetti est remarquable surtout par la simplicité des mélodies, par la fécondité des idées et par les effets du chant » écrit La France musicale. La gaieté de l'œuvre contribuera également au succès. Celui-ci suscitera un écrit polémique d'Hector Berlioz, mal remis de l'échec de son Benvenuto Cellini - qui avait dérouté le public - et déçu que les Parisiens ne fassent bon accueil qu'aux compositeurs italiens, au style agréable mais plus traditionnel, sinon conventionnel (car n'affichant pas la même audace stylistique que Berlioz).
Créée à l'Opéra-Comique de Paris (salle de la Bourse), La Fille du régiment fut représentée 55 fois jusqu'en 1841. La partition fut adaptée pour la création à la Scala le 30 octobre 1841 sous le titre La figlia del reggimento (livret de Calisto Bassi), mais c'est généralement la version française qui est reprise aujourd'hui.
La 1000e représentation à l'Opéra-Comique fut atteinte en 1914. L'ouvrage est longtemps resté au répertoire par son patriotisme affiché. En France, il était d'ailleurs d'usage de représenter l'ouvrage, dans les salles lyriques, chaque soir de 14 juillet.
Le 28 décembre 1940, Lily Pons alors en représentation de l'opéra au MET à New-York, avec l'aide du directeur et la troupe, entonnent la Marseillaise à la fin de l'air Salut à la France, dépassant donc la partition originale de Donizetti.

### La production de 2008
Le 26 avril 2008, la production de Laurent Pelly, avec Natalie Dessay en Marie, Felicity Palmer en marquise de Berkenfield et Juan Diego Flórez en Tonio a été retransmise en direct depuis le Metropolitan Opera dans des salles de cinéma à travers le monde.
Pour cette production, le texte a été profondément remanié : à tendance patriotique dans l'œuvre de Donizetti, il est devenu antimilitariste. De même, le premier chœur a été transformé en scène fortement anticléricale, etc. L'information sur ces modifications n'a pas été donnée officiellement, mais seulement par la soprano Felicity Palmer, au cours de l'entracte d'une représentation retransmise par la chaîne Mezzo.
On y entend également un très court extrait de l'air Caro mio ben (XVIIIe siècle), bien connu des élèves des classes de chant des conservatoires. En principe enjoué, il est ici ridiculisé. On y entend aussi, jouée au violon, la célèbre chanson Madame Arthur, mise en musique en 1927 par la chanteuse de café-concert Yvette Guilbert.

## Personnages
- Marie, jeune vivandière (soprano)
- Tonio, jeune Tyrolien (ténor)
- Sulpice, sergent (basse)
- La marquise de Berkenfield (mezzo-soprano[5])
- Hortensius, intendant de la Marquise (basse)
- La duchesse de Crakentorp (mezzo-soprano)
- Un caporal (basse)
- Un paysan (ténor)
- Un notaire
- Soldats français, paysans tyroliens, seigneurs et dames bavarois, valets de la Marquise

### Acte I
La marquise de Berkenfield, qui retournait chez elle, a été contrainte par la guerre de faire halte à proximité d'un village, au pied des montagnes. Les villageois surveillant les manœuvres des Français dans le lointain annoncent que ceux-ci ont dû faire marche arrière.
Sulpice, un sergent français, apparaît alors brusquement et effraie la marquise qui va se cacher en toute hâte dans une chaumière. Il est suivi par la vivandière Marie, que le régiment a adoptée comme sa fille. Il la presse de questions au sujet de ses rencontres avec un mystérieux jeune homme. Marie répond que les bruits qui courent à ce sujet sont fondés et que le jeune homme en question lui a un jour sauvé la vie.
Les soldats découvrent alors un Tyrolien qui rôde autour du camp, l'amènent, et Marie reconnaît en lui son sauveur, Tonio. On lui souhaite la bienvenue, d'autant plus qu'il a déclaré qu'il soutiendrait désormais la France. Il réussit à s'isoler en compagnie de Marie, et tous deux se confient mutuellement leur amour.
Sortant de sa cachette, la marquise s'approche de Sulpice et le prie de lui accorder sa protection durant son voyage. Durant leur conversation, Sulpice associe le nom de la marquise à celui du capitaine Robert qui dirigea le régiment plusieurs années auparavant. La marquise indique en effet que le capitaine était l'époux de sa sœur. Sulpice devine alors que Marie est leur fille, et le sergent saisit cette occasion pour présenter celle-ci à sa « tante ». Tonio, qui entre-temps s'est engagé, persuade le régiment, son « père » adoptif, de consentir à leur mariage. Toutefois, la marquise décide d'éloigner Marie du régiment et de la ramener dans la maison de sa famille.

### Acte II
La marquise se propose de marier Marie au duc de Crakentorp. Elle fait venir Sulpice chez elle et lui demande de parler à Marie, qui a certes accepté ce mariage, mais ne s'en réjouit pas. La marquise s'est efforcée de débarrasser la jeune fille des manières peu raffinées qu'elle a acquises au régiment, mais lorsque Marie revoit Sulpice, il est évident qu'elle aspire à retrouver son ancien mode de vie.
Au grand plaisir de Marie, tous ses anciens camarades se montrent alors, et parmi eux Tonio, devenu officier. Ce dernier confie à la marquise combien il aime Marie, mais elle l'informe de ses plans et le congédie. Restée seule avec Sulpice, la marquise avoue alors que Marie est sa propre fille, et elle espère que le mariage qu'elle a arrangé résoudra les difficultés auxquelles la mère et la fille se trouvent confrontées.
La signature du contrat de mariage doit avoir lieu ce même jour, et la mère du duc de Crakentorp paraît parmi les autres invités. Marie arrive enfin ; elle vient d'apprendre que la marquise est sa mère et s'arme de courage au moment de la signature ; mais survient alors Tonio, accompagné de tout le régiment, pour mettre fin à la cérémonie. Il révèle publiquement que Marie a autrefois été vivandière. Les invités sont charmés par cette nouvelle, et la marquise, émue, finit par accepter que sa fille choisisse elle-même son futur mari. Tonio sera bien entendu l'heureux élu, et la duchesse quitte les lieux, cependant que les invités s'apprêtent pour les réjouissances.

## Enregistrements
| Année | Cast (Marie, Tonio, Sulpice, La Marquise) | Chef d'orchestre, Opéra et orchestre                                                  | Label                                   |
| ----- | --- | ------------------------------------------------------------------------------------- | --------------------------------------- |
| 1950  | Lina Pagliughi, Cesare Valletti, Sesto Bruscantini, Rina Corsi                                                                                              | Mario Rossi RAI Milan orchestre et chœurs                                             | CD: Aura Music Cat: LRC 1115            |
| 1960  | Anna Moffo, Giuseppe Campora, Giulio Fioravanti, Iolande Gardino                                                                                            | Franco Mannino RAI Milan orchestre et chœurs                                          | CD: GALA Cat: 100713                    |
| 1967  | Joan Sutherland, Luciano Pavarotti, Spiro Malas, Monica Sinclair                                                                                            | Richard Bonynge Royal Opera House orchestre et chœurs                                 | CD: Decca Originals Cat: 478 1366       |
| 1970  | Beverly Sills, Grayson Hirst, Fernando Corena, Muriel Costa-Greenspon                                                                                       | Roland Gagnon American Opera Society Carnegie Hall                                    | CD: Opera d'Oro Cat: B000055X2G         |
| 1986  | June Anderson, Alfredo Kraus, Michel Trempont, Hélia T'Hézan                                                                                                | Bruno Campanella Opéra National de Paris orchestre et chœurs                          | VHS Video: Bel Canto Society Cat: 628   |
| 1995  | Edita Gruberová, Deon van der Walt, Philippe Fourcade, Rosa Laghezza, Philippe Fourcade, François Castel, Heidi Steinhaus, Andrea Raschèr, Hans-Werner Bunz | Marcello Panni Orchester des Bayerischen Rundfunks Chor des Bayerischer Rundfunks     | CD: Nightingale Cat: NC 070566-2        |
| 2007  | Natalie Dessay, Juan Diego Flórez, Alessandro Corbelli, Felicity Palmer, Duchess: Dawn French                                                               | Bruno Campanella Royal Opera House orchestre et chœurs (Live recording on 27 January) | DVD: Virgin Classics Cat: 5099951900298 |
| 2007  | Natalie Dessay, Juan Diego Flórez, Carlos Álvarez, Janina Baechle, Duchess: Montserrat Caballé                                                              | Yves Abel Wiener Staatsoper orchestre et chœurs                                       | CD: Unitel Cat: A04001502               |

## Réutilisation musicale
En 1861, Johan Strauss II compose le quadrille Neue Melodien-Quadrille à partir, entre autres, de motifs de l'opéra.